# CB Panamá
Uniformes
Le CB Panamá est un club panaméen de baseball évoluant en Ligue du Panama de 1944 à 1974.
Basés à Panamá, le CB Panamá compte dix-sept titres de champion national, record du genre au Panamá. La Ligue régionale da baseball de Panamá est scindée en deux après la saison 1974. Cette scission qui donne naissance au CB Panamá Oeste et au CB Panamá Metro.

## Palmarès
- Champion du Panamá (17) : 1944, 1946, 1947, 1948, 1950, 1951, 1952, 1954, 1955, 1960, 1963, 1964, 1968, 1969, 1970, 1971 et 1973[1].